# Robot esfèric

Representació d'un robot esfèric, de tipus polar, basat en l'Unimate, el primer robot industrial de la història.

Un robot esfèric, és un robot industrial format per dues articulacions de revolució i una articulació prismàtica, disposades segons un sistema de coordenades esfèric.
N'hi ha diferents variants segons l'orientació dels eixos de revolució. Si el primer eix de rotació és vertical i el segon horitzontal, aleshores s'anomena robot polar. També hi ha una disposició en la que els eixos de rotació es col·loquen horitzontalment, com en una suspensió de Cardan, i aleshores s'anomena robot pendular. Aquest tipus de configuració es va fer servir en el primer robot industrial, l'Unimate. Aquest robot tenia cinc graus de llibertat, gràcies a un terminal amb dos eixos de rotació, i disposava d'actuadors hidràulics. Es va fer servir per primer cop l'any 1961 a una fàbrica de General Motors, traient parts d'un motlle de fosa.
Aquest disseny s'empra majoritàriament moure peces o servir altres màquines, ja que té un abast llarg i recte que s'adapta bé a premses o motlles. Actualment és un tipus de robot poc usat, ja que es prefereixen configuracions més flexibles com la del robot articulat.

## Cinemàtica
En un robot esfèric es pot resoldre la cinemàtica directa mitjançant el conveni de Denavit-Hartenberg. A continuació s'adjunta una imatge amb l'abstracció d'un manipulador esfèric de tipus polar, amb tres graus de llibertat, RRP. El primer origen de coordenades s'ha ubicat a la intersecció entre z0 i z1 per anul·lar el paràmetre del desplaçament de l'element (d1 = 0). Anàlogament, l'origen del segon sistema de coordenades s'ha posicionat a la intersecció entre z1 i z₂.

Sistema de coordenades per cada articulació d'un robot polar RRP seguint el conveni de conveni de Denavit-Hartenberg.

Amb els sistemes de coordenades que s'han presentat a la imatge, els paràmetres de Denavit-Hartenberg s'inclouen a la taula següent:
| Element | ai | αi   | di  | θi  |
| ------- | -- | ---- | --- | --- |
| 1       | 0  | -π/2 | 0   | θ1* |
| 2       | 0  | π/2  | d₂  | θ₂* |
| 3       | 0  | 0    | d₃* | 0   |

Fent servir els paràmetres, les matrius de transformació homogènies que s'obtenen per cada articulació són:
{\displaystyle A_{1}^{0}(\theta _{1})={\begin{bmatrix}c_{1}&0&-s_{1}&0\\s_{1}&0&c_{1}&0\\0&-1&0&0\\0&0&0&1\end{bmatrix}}}
{\displaystyle A_{2}^{1}(\theta _{2})={\begin{bmatrix}c_{2}&0&s_{2}&0\\s_{2}&0&-c_{2}&0\\0&1&0&d_{2}\\0&0&0&1\end{bmatrix}}}
{\displaystyle A_{3}^{2}(d_{3})={\begin{bmatrix}1&0&0&0\\0&1&0&0\\0&0&1&d_{3}\\0&0&0&1\end{bmatrix}}}
Així, si es computa la funció de la cinemàtica directa, s'obté que:
{\displaystyle T_{3}^{0}(q)=A_{1}^{0}\cdot A_{2}^{1}\cdot A_{3}^{2}={\begin{bmatrix}c_{1}c_{2}&-s_{1}&c_{1}s_{2}&c_{1}s_{2}d_{3}-s_{1}d_{2}\\s_{1}c_{2}&c_{1}&s_{1}s_{2}&s_{1}s_{2}d_{3}+c_{1}d_{2})\\-s_{2}&0&c_{2}&c_{2}d_{3}\\0&0&0&1\end{bmatrix}}}
On {\displaystyle q=[\theta _{1},\theta _{2},d_{3}]^{T}}. S'ha de notar que la tercera articulació, la prismàtica, òbviament no afecta a la matriu de rotació. A més a més, l'orientació del vector unitari {\displaystyle y_{3}^{0}} està determinat únicament per la primera articulació, ja que l'eix de revolució de la segona articulació és paral·lela a l'eix {\displaystyle y_{3}}. En aquest cas, el sistema de coordenades 3 pot representar un sistema de coordenades de vectors unitaris {\displaystyle (n_{e},s_{e},a_{e}),T_{e}^{3}=I_{4}.}
Per altra banda, la cinemàtica inversa permet trobar els valors de les variables de les articulacions corresponents a una posició del terminal determinada. En aquest cas, la posició que es vol obtenir al terminal és {\displaystyle O_{3}=[x_{3},y_{3},z_{3}]} i s'han de trobar els valors de les variables {\displaystyle \theta _{1},\theta _{2}} i {\displaystyle d_{3}} que permeten assolir-la.
Per aïllar les variables de les que depèn {\displaystyle O_{3}} és convenient expressar la posició del terminal respecte l'origen de coordenades 1. L'equació de matrius s'obté és:
{\displaystyle (A_{1}^{0})^{-1}T_{3}^{0}=A_{2}^{1}A_{3}^{2}}
Igualant els primers tres elements de les quartes columnes de les matrius a cada banda s'obté:
{\displaystyle O_{3}^{1}={\begin{bmatrix}x_{3}c_{1}+y_{3}s_{1}\\-z_{3}\\-x_{3}s_{1}+y_{3}c_{1}\end{bmatrix}}={\begin{bmatrix}d_{3}s_{2}\\-d_{3}c_{2}\\d_{2}\end{bmatrix}}}
I aquestes equacions només depenen de les variables {\displaystyle \theta _{1}} i {\displaystyle d_{3}}. Per resoldre aquestes tres equacions amb dues incògnites, s'aplica la següent substitució: 
{\displaystyle t=tan{\frac {\theta _{1}}{2}}}
Aleshores s'obté que:
{\displaystyle c_{1}={\frac {1-t^{2}}{1+t^{2}}}}
{\displaystyle s_{1}={\frac {2t}{1+t^{2}}}}
Substituint aquestes equacions al tercer component a la banda esquerra de l'equació s'obté:
{\displaystyle (d_{2}+y_{3})t^{2}+2x_{3}t+d_{2}-y_{3}=0}
I aquesta equació de segon grau de la variable {\displaystyle t}es pot resoldre aplicant la fórmula convencional, amb el resultat següent:
{\displaystyle t={\frac {-x_{3}\pm {\sqrt {x_{3}^{2}+y_{3}^{2}-d_{2}^{2}}}}{d_{2}+y_{3}}}}
Les dues solucions resultants es corresponen a les dues diferents postures del manipulador. Així doncs:
{\displaystyle \theta _{1}=2atan2(-x_{3}\pm {\sqrt {x_{3}^{2}+y_{3}^{2}-d_{2}^{2}}},d_{2}+y_{3})}
Una vegada es coneix {\displaystyle \theta _{1}}, elevant al quadrat i sumant els primers dos components de l'equació de matrius s'obté:
{\displaystyle d_{3}={\sqrt {(x_{3}c_{1}+y_{3}s_{1})^{2}+z_{3}^{2}}}}
On només la solució amb {\displaystyle d_{3}\geq 0} s'ha considerat. S'ha de notar que el mateix valor de {\displaystyle d_{3}} es correspon a les dues solucions per {\displaystyle \theta _{1}}. Finalment, si {\displaystyle d_{3}\neq 0}, dels primers dos components de l'equació de matrius en resulta:
{\displaystyle {\frac {x_{3}c_{1}+y_{3}s_{1}}{-z_{3}}}={\frac {d_{3}s_{2}}{-d_{3}c_{2}}}}
I a partir d'aquesta equació es pot extreure {\displaystyle \theta _{2}}
{\displaystyle \theta _{2}=atan2(x_{3}c_{1}+y_{3}s_{1},z_{3})}
A destacar que, si {\displaystyle d_{3}=0}, aleshores {\displaystyle \theta _{2}} no té una única solució.